# Anomalia de Bouguer
En geodèsia i geofísica, l'anomalia de Bouguer (anomenada després de Pierre Bouguer) és una anomalia de la gravetat, corregida per l'alçada a la qual es mesura. i l'atracció del terreny. La correcció d'altura solament dona una anomalia de gravetat a l'aire lliure.

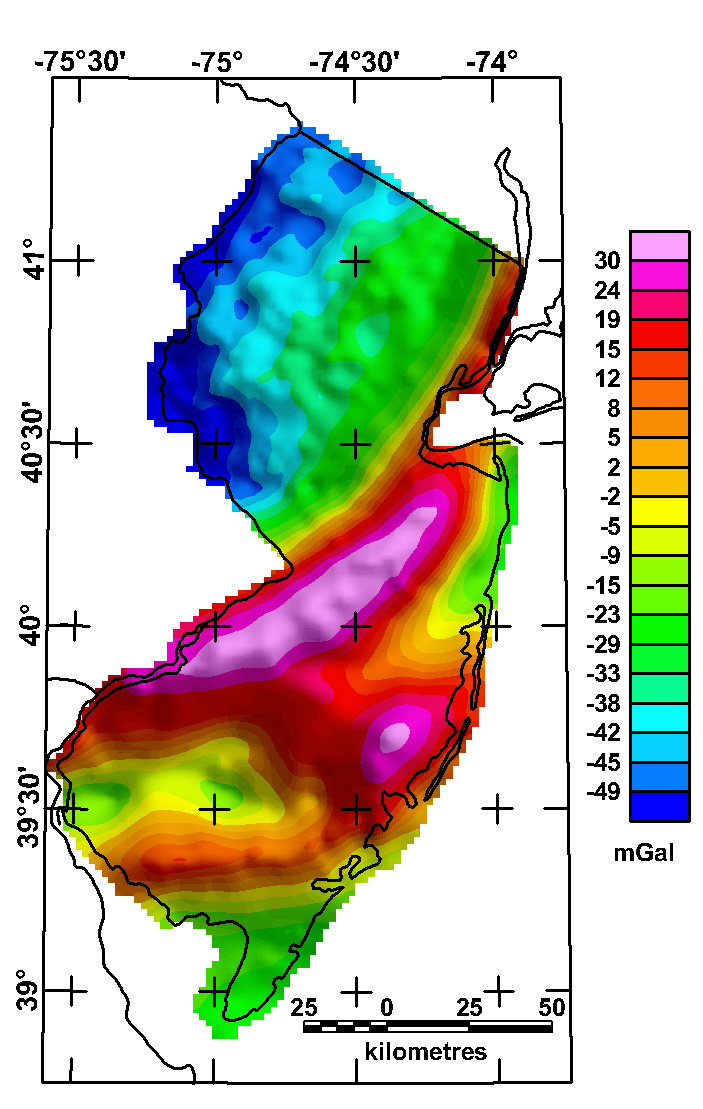
Mapa d'anomalies de Bouguer de l'estat de Nova Jersey (USGS)

## Definició
L'anomalia de Bouguer {\displaystyle g_{B}} es defineix com:
{\displaystyle g_{B}=g_{F}-\delta g_{B}+\delta g_{T}}
Aquí, 
- {\displaystyle g_{F}} és l'anomalia de la gravetat a l'aire lliure.
- {\displaystyle \delta g_{B}} és la correcció de Bouguer que permet l'atracció gravitatòria de les roques entre el punt de mesurament i el nivell del mar;
- {\displaystyle \delta g_{T}} i és una correcció del terreny que permet desviacions de la superfície d'un pla horitzontal infinit

L'anomalia de l'aire lliure {\displaystyle g_{F}}, al seu torn, està relacionat amb la gravetat observada {\displaystyle g_{obs}} de la següent manera:
{\displaystyle g_{F}=g_{obs}-g_{\lambda }+\delta g_{F}}
on:
- {\displaystyle g_{\lambda }} és la correcció per la latitud (perquè la Terra no és una esfera perfecta; vegeu gravetat normal);
- {\displaystyle \delta g_{F}} és la correcció a l'aire lliure.

## Reducció
Una reducció de Bouguer s'anomena simple (o incompleta) si el terreny és aproximat per una placa plana infinita anomenada placa de Bouguer. Una reducció de Bouguer refinada (o completa) elimina els efectes del terreny amb més precisió. La diferència entre ambdós s'anomena efecte del terreny (residual) (o correcció del terreny (residual)) i es deu a l'efecte gravitatori diferencial del desnivell del terreny; sempre és negatiu.

### Reducció simple
L'acceleració gravitatòria {\displaystyle g} fora d'una placa de Bouguer és perpendicular a la placa i cap a ella, amb una magnitud 2πG multiplicada per la massa per unitat d'àrea, on {\displaystyle G} és la constant gravitacional. És independent de la distància a la placa (com es pot demostrar més senzillament amb la llei de la gravetat de Gauss, però també es pot demostrar directament amb la llei de la gravetat de Newton). El valor de {\displaystyle G} és 6,67×10−11 N m² kg−2, així que {\displaystyle g} és 4,191×10−10 N m² kg−2 multiplicada per la massa per unitat d'àrea. Emprant 1 Gal = 001 m s−2 (1 cm s−2) obtenim 4,191×10−5 mGal m² kg−1 vegades la massa per unitat de superfície. Per a la densitat mitjana de la roca (2,67 g cm−3), això dona 0,1119 mGal m−1.
La reducció de Bouguer per a una placa de Bouguer de gruix {\displaystyle H} és
{\displaystyle \delta g_{B}=2\pi \rho GH}
on {\displaystyle \rho } és la densitat del material i {\displaystyle G} és la constant de gravitació. A la Terra l'efecte sobre la gravetat de l'elevació és de 0.3086 mGal m−1 de disminució en pujar, menys la gravetat de la placa de Bouguer, dona el gradient de Bouguer de 0.1967 mGal m−1.
De manera més general, per a una distribució de masses amb la densitat que depèn només d'una coordenada cartesiana z, la gravetat per a qualsevol z és 2πG vegades la diferència de massa per unitat d'àrea a banda i banda d'aquest valor z. Una combinació de dues plaques infinites paral·leles si iguals massa per unitat d'àrea no produeix cap gravetat entre elles.

## Enllaços exters
- Bouguer anomalies of Belgium. The blue regions are related to deficit masses in the subsurface
- Bouguer gravity anomaly grid for the conterminous US by the [United States Geological Survey].
- Bouguer anomaly map of Grahamland F.J. Davey (et al.), British Antarctic Survey, BAS Bulletins 1963-1988
- Bouguer anomaly map depicting south-eastern Uruguay's Merín Lagoon anomaly (amplitude greater than +100 mGal), and detail of site.
- List of Magnetic and Gravity Maps by State by the [United States Geological Survey].